# Bir Anzaran
Bir Anzaran (arab. ‏بئر انزران‎, Biʾr Anzarān; fr. Bir Anzarane) – osada leżąca w Saharze Zachodniej.
Bir Anzaran leży w środkowej części Sahary Zachodniej, która znajduje się pod kontrolą Maroka. Według marokańskiego podziału administracyjnego leży w prowincji Ad-Dachla, w regionie Ad-Dachla-Wadi az-Zahab. W 2014 r. miejscowość liczyła 6244 mieszkańców.
Miejscowość jest położona na pustyni w obszarze ciepłego klimatu pustynnego (w Klasyfikacji klimatów Köppena klasyfikowany jako BWh). Średnia roczna temperatura wynosi 21,9 °C, średnia suma rocznych opadów wynosi 39 mm.